# إيرين جوليو-كوري
إيرين جوليو-كوري (Irène Joliot-Curie)، كيميائية فرنسية ولدت في 12 سبتمبر 1897 وتوفيت في 17 مارس 1956. هي زوجة فردريك جوليو-كوري.
ولدت إيرين في باريس لماري كوري وبيار كوري. حصلت على الشهادة الثانوية سنة 1918 والتحقت بوالدتها في معهد الراديوم حيث أصبحت مساعدتها. التقت في نفس الفترة بفردريك جوليو-كوري الذي سيصبح زوجها في سنة 1926 وأنجبا هيلين لانجفان-جوليو وبيير جوليو-كوري. عملت مع زوجها على النشاط الإشعاعي الطبيعي والاصطناعي. تقاسمت مع زوجها جائزة نوبل في الكيمياء سنة 1935. عملت مع زوجها على مشروع القنبلة النووية الفرنسية وكان هذا المشروع متفوقًا على المشروع الأمريكي قبل الحرب.

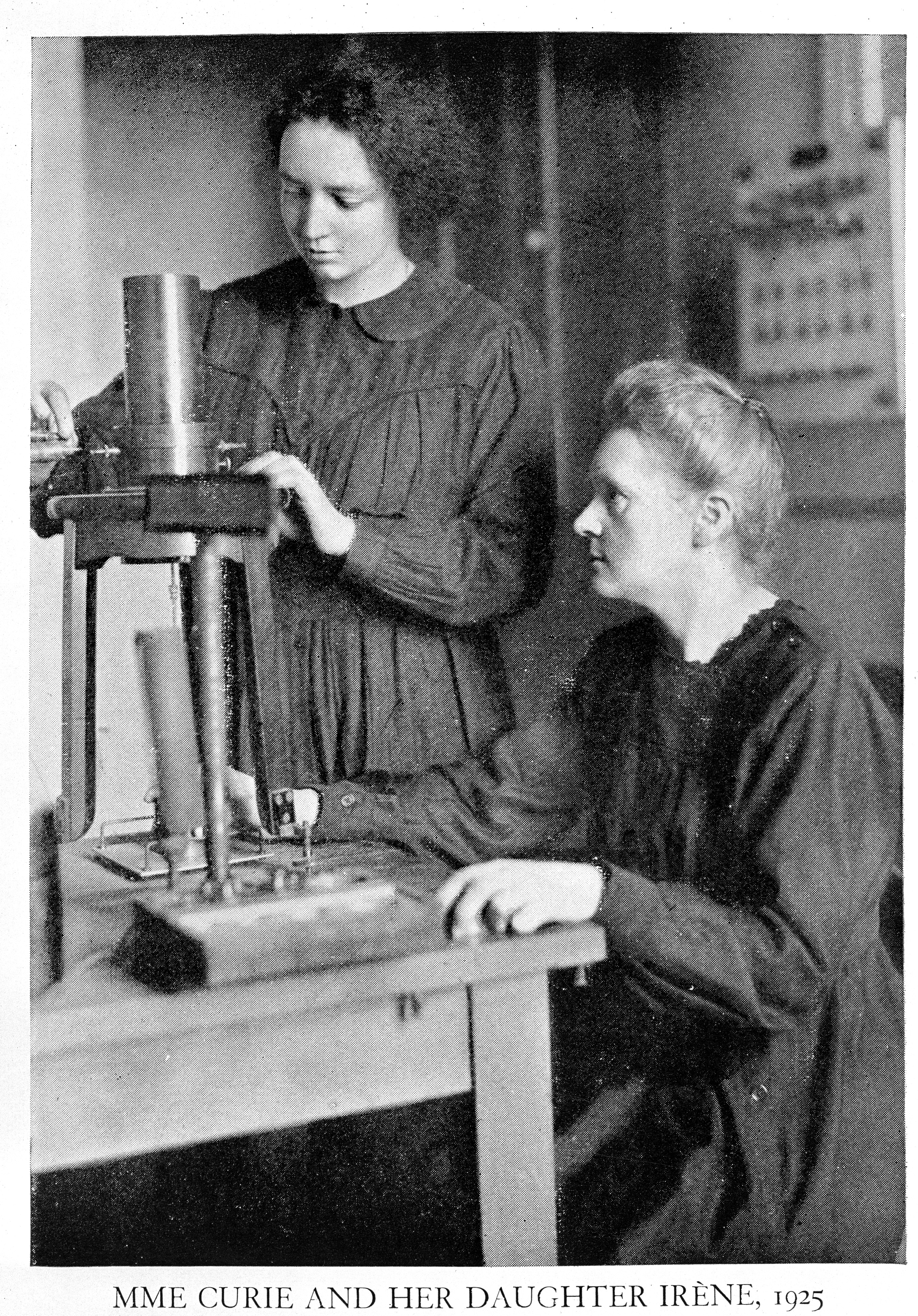
إيرين وماري كوري عام 1925

في سنة 1936 دخلت حكومة الجبهة الديموقراطية بصفة تحت-سكرتيرة الدولة أو تحت أمينة الدولة (sous-secrétaire d'État)" في البحث العلمي. في سنة 1937 أصبحت محاضرة وأخذت مكان زوجها في معهد فرنسا. في سنة 1939 تحصلت على اللقب الفخري ضابط الوسام الشرفي. توفيت في 17 مارس 1956 في باريس بعد إصابتها بسرطان الدم بسبب تعرضها الكثيف للإشعاعات.

## روابط خارجية
- إيرين جوليو-كوري على موقع IMDb (الإنجليزية)
- إيرين جوليو-كوري على موقع الموسوعة البريطانية (الإنجليزية)
- إيرين جوليو-كوري على موقع مونزينجر (الألمانية)
- إيرين جوليو-كوري على موقع إن إن دي بي (الإنجليزية)